# Podarcès
Dans la mythologie grecque, Podarcès (en grec ancien Ποδάρκης) est un fils du roi Iphiclos (fils de Phylacos, éponyme de la cité thessalienne de Phylacé) et demi-frère de Protésilas.

## Mythe
Sa naissance est miraculeuse. Son père Iphiclos était stérile ; mais ayant capturé le devin Mélampous venu lui dérober ses bœufs, ce dernier lui révèle que son père Phylacos avait autrefois commis une faute lors d'un sacrifice en compagnie d'Iphiclos enfant. Mélampous parvient à briser le sortilège et reçoit le troupeau convoité en récompense ; et peu après Podarcès vient au monde. 
Il fait partie avec Protésilas des prétendants d'Hélène, et à ce titre, il participe à la guerre de Troie pour défendre les droits au mariage de Ménélas. Après qu'Hector a tué Protésilas, Podarcès prend le commandement des troupes de Phylacé et d'autres villes thessaliennes et des 40 navires qui l'accompagnaient. 
Selon les Posthomériques de Quintus de Smyrne, il perd la vie en luttant contre les Amazones venues en aide à Priam. Il combat courageusement, mais la reine Penthésilée lui transperce la cuisse d'un coup de lance, et il meurt peu après. Les Grecs lui rendent hommage après le combat : il est le seul guerrier distingué par un tertre.

## Astronomie
L'astéroïde troyen de Jupiter (13062) Podarque a été baptisé d'après le fils d'Iphiclos.